# Matlap
A Matlap általános- és középiskolásoknak szánt, évi 10 számban megjelenő erdélyi tudományos folyóirat. Elődje az 1953-ban alapított Matematikai és Fizikai Lapok, mely később Matematikai Lapokra változtatta nevét. Egy ideig a megfelelő román nyelvű folyóirat tükörfordításaként jelent meg, napjainkban a kolozsvári Radó Ferenc Matematikaművelő Társaság által kiadott önálló és független lap. A lap jelenlegi állandó jellegű szerkesztői Adorjáni Csilla, Sárkány Györgyi, valamint Néda Zsuzsa.

## Története
A Matematikai és Fizikai Lapokat 1953-ban indította a Romániai Matematikai és Fizikai Társulat, mint a Gazeta Matematică și Fizică magyar nyelvű fordítását. A szerkesztőség a Bukarestben megjelenő folyóirat főszerkesztőségének kisegítőjeként működött (anyaggyűjtés, annak elbírálása és román nyelvre fordítása, a román nyelvű anyag magyarra fordítása, a magyar nyelven beküldött feladatok elbírálása). Felelős szerkesztője Maurer Gyula, a fordításokban kitűnt Libál Ilona.
1957 és 1962 között független lapként jelent meg Cseke Vilmos majd Kovács Kálmán szerkesztésében. A lap fizikus szerkesztői Heinrich László és Koch Ferenc voltak.
1962-ben neve Matematikai Lapokra változott, és ismét a román folyóirat, a Gazeta Matematică fordítása volt, bár 1974-től saját felelősségre saját cikkeket is közölt. Felelős szerkesztője 1975-ig Kovács Kálmán volt Szőcs Judit és Néda Ágnes segítségével, ezután egy szerkesztőségi munkaközösség felelt a kiadásért, élén Cseke Vilmossal. 1977-ben mind a magyar, mind a román nyelvű kiadás szerkesztésébe bekapcsolódott Kádár István matematikai szakíró. A munkaközösség összetétele 1979-től kezdve Pál Árpád főszerkesztő, Kolozsi Jenő, Kolumbán József, Néda Ágnes, Németh Sándor, Péterffy Enikő (felelős szerkesztők), Kovács Margit (szerkesztő).
A lap 30 évfolyamában majdnem 100 szerző közölt mintegy 220 nagyobb terjedelmű tanulmányt, ezeknek több mint fele a folyóirat független időszaka idején, öt és fél évfolyamában jelent meg, amiből kitűnik, hogy az önálló szerkesztés a magyar szakemberek szakirodalmi jelentkezésének kedvezett.
A folyóirat 1989 után is folyamatosan megjelent; főszerkesztője 1993–2002 között Néda Ágnes. A 15 tagú szerkesztőbizottság önkéntes munkában végzi feladatát. A bukaresti fenntartóval folyamatosak voltak a súrlódások, 1990 után már nem támogatta anyagilag a lapot. Emiatt 1997-ben a magyar szerkesztőség kivált, és megalapította a Matlap önálló folyóiratot a Matematikai Lapok folytatásaként.

### Áttekintés
| Periódus    | Név                          | Státus                                                        | Kiadó                                    |
| ----------- | ---------------------------- | ------------------------------------------------------------- | ---------------------------------------- |
| 1953–1956   | Matematikai és Fizikai Lapok | fordítás románból                                             | Románia Matematikai Tudományos Társulata |
| 1957–1962/5 | Matematikai és Fizikai Lapok | önálló magyar nyelvű lap                                      | Románia Matematikai Tudományos Társulata |
| 1962/6–1989 | Matematikai Lapok            | fordítás, az utolsó években már saját cikkek is megjelentek   | Románia Matematikai Tudományos Társulata |
| 1990–1996   | Matematikai Lapok            | önálló magyar nyelvű lap, részben románból fordított anyaggal | Románia Matematikai Tudományos Társulata |
| 1997–       | Matlap                       | önálló magyar nyelvű lap                                      | Radó Ferenc Matematikaművelő Társaság    |

## Tartalma
A folyóirat a középfokú oktatásban szereplő matematikai anyagot kiegészítő ismertető cikkeket, azokhoz kapcsolódó kisebb tanulmányokat, feladatokat, a feladatokhoz kapcsolódó jegyzeteket, feladatmegoldásokat és a feladatmegoldók névsorát tartalmazta. A legjobb feladatmegoldók jutalma több évben egy nyári tábor volt, ahol további versenyeken vettek részt.

## Főszerkesztők
Csak az önálló lap esetében szerepel főszerkesztő az impresszumban, kivéve 1979--1989, amikor a kolozsvári magyar szerkesztőségnek is volt főszerkesztője.
- Cseke Vilmos, 1957–1959. július
- Kovács Kálmán, 1959. augusztus – 1962. június
- Pál Árpád, 1979. február – 1989. december
- Kolumbán József, 1990. január – 1992. december
- Néda Ágnes, 1993. január – 2003. február
- Kolumbán József, 2003. március – 2017. december
- Szenkovits Ferenc, 2018. január –